# Herb Strzyżowa
Herb Strzyżowa – jeden z symboli miasta Strzyżów i gminy Strzyżów w postaci herbu.  Wizerunek herbowy pochodzi z XV wieku.

## Wygląd i symbolika
Herb przedstawia na  błękitnej (błękit paryski) tarczy, wizerunek św. Michała, trzymającego srebrny miecz w prawej dłoni, srebrną wagę w lewej, stojącego na zielonym smoku. Święty ma na sobie rzymską zbroję barwy srebrnej i hełm w tej samej barwy z krzyżem na szczycie.